# Eine Wahnsinnsfamilie
Eine Wahnsinnsfamilie (Originaltitel: Parenthood) ist eine US-amerikanische Filmkomödie aus dem Jahr 1989. Die Regie führte Ron Howard, das Drehbuch schrieben Lowell Ganz und Babaloo Mandel.

## Handlung
Am Anfang des Films wird die Familie Buckman gezeigt, die heim fährt. Es dauert bereits eine Weile, die drei Kinder ins Auto zu bringen. Unterwegs singt der älteste Sohn ein obszönes Lied, das er im Ferienlager lernte.
Nathan Huffner will seine dreijährige Tochter zum Genie erziehen. Er liest ihr Werke von Franz Kafka vor.
Die große Familie trifft sich bei Großvater Frank Buckman. Gil Buckman, Helen Buckman-Lampkin Bowman, Susan Buckman Huffner und Larry Buckman sind seine Kinder. Larry stellt sein Kind vor, einen halben Afroamerikaner. Larry hat Schulden und gleichzeitig eine neue Idee, wie er schnell zum Geld kommen könnte.
Bei der Abholung vom Fotolabor erhält die alleinerziehende Helen irrtümlich die für ihre 16-jährige Tochter unter dem gemeinsamen Familiennamen entwickelten Fotos, auf denen Julie Sex mit ihrem Freund Tod Higgins hat. Nach einem Streit verlässt Julie das Haus.
Die Buckmans haben Probleme mit dem ältesten Sohn, der in der Schule häufig überreagiert. Die Schulleiterin schlägt eine Sonderschule vor, was Gil entschieden ablehnt.
Obwohl Tod Higgins einen Malerbetrieb eröffnen wollte, überreden ihn seine Brüder, an Autorennen teilzunehmen. Julie verlässt ihn und kehrt zu Helen zurück. Tod folgt ihr; er verspricht, künftig nicht mehr auf seine Brüder zu hören. Helen erfährt zufällig, dass Tod und Julie geheiratet haben.
Gil fühlt sich in seinem Unternehmen bei einer Beförderung übergangen und kündigt. Seine Frau wird wieder schwanger. Gils Chef ruft an und bietet eine Gehaltserhöhung.
Tod will wieder an Autorennen teilnehmen. Er verzichtet darauf, als er erfährt, dass Julie schwanger ist.
Larry wird zunehmend von seinen Gläubigern bedrängt. Er lässt sein Kind bei Frank zurück und taucht unter.

## Kritiken
Roger Ebert schrieb in der Chicago Sun-Times vom 2. August 1989, dass der Film zwischen der Komödie und der wahrheitsgemäßen Darstellung der Charaktere balanciere. Er lobte besonders die Darstellungen von Steve Martin, Mary Steenburgen, Dianne Wiest und Jason Robards. Ebert lobte ebenfalls die „reife“ und „sichere“ Regie.

„Probleme, Katastrophen, skurrile und traurige Vorfälle in einer amerikanischen Durchschnittsfamilie, inszeniert als flotte Komödie, die zwischen boshaftem Witz und nachsichtiger, menschenfreundlicher Komik schwankt. Die Institution der Familie und das Verhältnis zwischen Eltern und Kindern werden zwar problematisiert, aber nicht prinzipiell in Frage gestellt, so daß der versöhnliche Gestus dominiert. Kurzweilige Hollywood-Unterhaltung, die stellenweise zum Nachdenken anregt.“

## Auszeichnungen
Dianne Wiest für ihre Rolle und Randy Newman für den Song I Love to See You Smile wurden im Jahr 1990 für den Oscar, beide gemeinsam mit Steve Martin für den Golden Globe Award nominiert. Rick Moranis gewann im selben Jahr den American Comedy Award.
Randy Newman gewann 1990 den ASCAP Award und wurde für den Grammy Award nominiert, der Film gewann als Beste Komödie den Young Artist Award und den Casting Society of America Award. Joaquin Phoenix, Jasen Fisher und Zachary La Voy wurden für den Young Artist Award nominiert.

## Hintergrund
Die Dreharbeiten fanden im US-Bundesstaat Florida statt. Das Einspielergebnis in den Kinos der USA betrug ca. 100 Millionen US-Dollar.

## TV-Adaptionen
- 1990 wurde von NBC eine TV-Adaption vom gleichnamigen Film ausgestrahlt. Die Serie wurde nach nur einer Staffel eingestellt.
- Von 2010 bis 2015 strahlt NBC eine weitere TV-Adaption vom gleichnamigen Film aus.